# إرناندو دي لوكي
إرناندو دي لوكي (بالإنجليزية: Hernando de Luque)‏‏ (القرن 15 في أولفيرا - 1533 في مدينة بنما) مستكشف، وقسيس من إسبانيا.